# 青柳濱站
青柳濱站（日语：／ Aoyagigahama eki */?）是位於滋賀縣滋賀郡志賀町大字木戶（現時：大津市木戶），江若鐵道的鐵路車站（廢站）。
此站只於夏天泳季期間營業（臨時車站）。

## 歷史
在1949年（昭和24年），江若鐵道在近江木戶至比良之間新設此站。此站最接近青柳濱泳灘，為了方便泳灘而開設此站。在江若鐵道沿線設有一些泳灘，於夏季會有許多泳客使用鐵路線前往這些泳灘。而此站也是為了泳客而設。這可看出江若鐵道花了一些力度以在夏季運送泳客。
江若鐵道在1969年（昭和44年）10月31日結束營業，車站在翌日11月1日廢除。

### 年表
- 1949年（昭和24年）7月1日：車站啟用[6]。
- 1969年（昭和44年）11月1日：車站被廢除[6]。

## 車站構造
青柳濱站是一座純客運車站。由於只為泳客服務，因此只於夏季期間營業（臨時車站）。此站設有1面1線的單式月台（近江今津方向的列車會開啟右邊車門）。月台主要由混凝土製造，月台延長部分由枕木堆砌而成。
在車站出入口附近設有一座水藍色的小屋，車站業務就在該處進行。

## 車站周邊
車站位於大谷川的北邊。此站與附近路軌遺址都變為湖西線的用地。在湖西線路軌東邊還可看見江若鐵道的路基，但是已經找不到車站痕跡。

## 相鄰車站
江若鐵道
江若鐵道線
近江木戶－（臨）青柳濱－比良
- 在此站與近江木戶站之間，路線途經大谷川隧道，在隧道上方為大谷川（懸河）。

## 注腳

## 相關項目
- 日本鐵路車站列表 A

## 外部連結
- 大津的舊照片 （页面存档备份，存于）（日語） - 大津市歷史博物館（日语：大津市歴史博物館）內的影像資料庫。當中上載了志賀町公所所拍攝此站的照片。